# Stare Włóki
Stare Włóki [ˈstarɛ ˈvwukʲi] (tiếng Đức: Alt Vierzighuben)  là một ngôi làng thuộc khu hành chính của Gmina Barczewo, thuộc huyện Olsztyński, Warmińsko-Mazurskie, ở miền bắc Ba Lan. Nó nằm khoảng 11 kilômét (7 mi) về phía đông bắc của Barczewo và 23 km (14 mi) về phía đông bắc của thủ đô khu vực Olsztyn.